# Dimoniet de Descartes

Principi del dimoni de Descartes: en aplicar pressió en el recipient gran, l'aire es comprimeix, l'aigua puja en el recipient central i en pesar més, aquest cau.

El Dimoniet de Descartes o ludió és un muntatge de física (o una joguina) que il·lustra l'alta compressibilitat de l'aire (en comparació amb l'aigua, molt lleugerament compressible): un objecte buit ple d'aire i es submergeix en un recipient tancat per una membrana. L'aire en què s'utilitza per fer que suri. L'aparició d'una pressió sobre la membrana, l'aire es comprimeix, l'aigua puja en el recipient central i en pesar més, aquest cau..

## Història

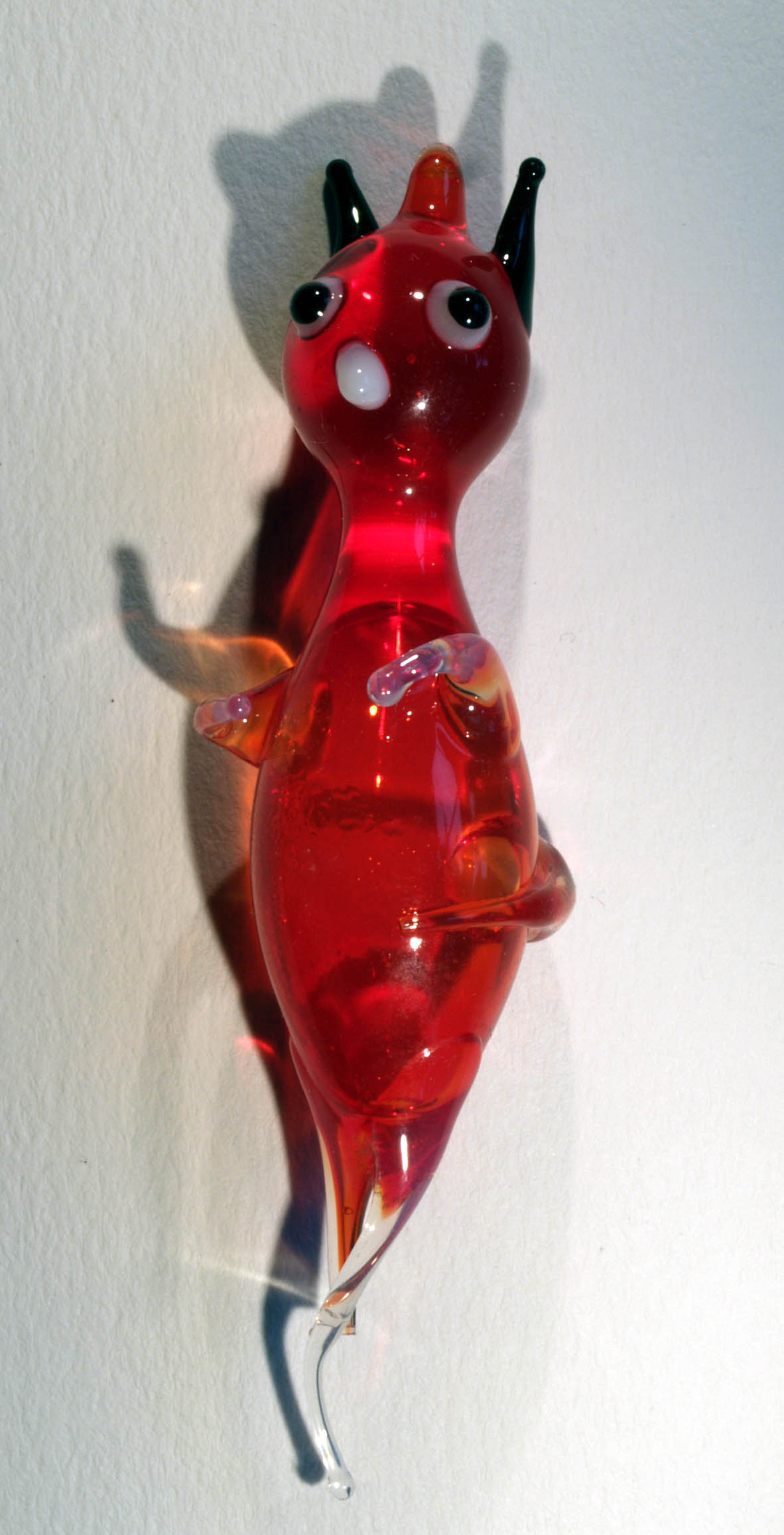
Un ludió comercial de vidre bufat.

Originalment entre els segles XIV i XVI buscaven la forma de calcular la temperatura però no sabien realment que fer per poder saber-ho.
A Venècia, sota el mecenatge dels Medici, molts com Galileu i Leonardo da Vinci van tractar d'aconseguir un instrument que servís per a això.
Després d'ells, Torricelli prova amb diversos materials (esferes de vidre buides amb un apèndix foradat) i amb recipients plens d'aigua; i s'adona que amb les variacions de temperatura aquestes esferes descendeixen en els recipients.
<<Vivim en el fons d'un oceà de l'element aire, el qual, mitjançant una experiència inqüestionable, es demostra que té pes.>>
Després d'això molts continuen aquestes recerques i finalment Raffaello Magiotti aconsegueix fabricar l'antecessor directe al dimoni de Descartes i ho plasma en la seva obra: "Renitenza Certissima dell'Acqva alla compressione"
El text va ser el primer informe de la resistència a la compressió pràctica -que Magiotti erròniament va afirmar ser absoluta- d'aigua a temperatura constant, així com l'expansió i contracció dels mitjans de comunicació de fluid (aigua i aire) sotmès a canvis de temperatura. A més de les descripcions de diversos termòmetres, l'obra també presenta il·lustracions dels instruments proposats i dels ludions (dimonis de Descartes).

## Descripció
El dimoni de Descartes (nom del que es desconeix l'origen) és normalment corbat, per provocar que el moviment ascensional porti associat un gir. En col·leccions d'instruments científics de finals del segle xix ja es troben exemples d'aquest tipus de figura amb diferents formes: joglar, guerrer o petit diable. En la pràctica, pot usar-se com a recipient una ampolla de refresc, de manera que totes les seves parets, en ser flexibles, funcionen a manera de membrana transmetent la pressió que exercim amb les mans.